# With You/With Me
〈With You/With Me〉 (윗 유/ 윗 미)는 9nine의 16번째 싱글이며 2014년 3월 12일에 SME Records로부터 발매되었다.

## 개요
전작「Re:」로부터 약 4개월만에 발매되는 2014년 제 1탄 싱글이다. 타이틀 곡은 마이니치 방송제작 TBS계 애니메이션 마기의 2기와 후기의 엔딩송. 『통상판』의 외에 「With You/With Me」의 뮤직비디오와 Dance Shot 버전이 수록된 『초회생산한정판A』, 2013년 7월 20일에 Zepp DiverCity에서 개최된 「Evolution No.9」구입자 한정 추첨 이벤트 『Evolution No.9 Summer (에보써머)』의 영상이 수록되어 있는 『초회생산한정판B』『초회생산한정판C』, 그리고 16페이지의 포토북이 있는 『초회생산한정판D』, 『기간생산한정판 (마기 판)』의 6가지 형태로 발매되었다. 발매 첫 주의 오리콘 차트에서는 주간차트 4위로 본인의 최고 기록을 갱신하였다.

## 수록곡
1. With You/With Me [4:41]
  - 작사・작곡：OZO, 편곡：tasuku
2. 포지티부 (ポジティ部) [3:36]
  - 작사・작곡：101, 편곡：101,Taichi Nakamura
3. Party9 [4:01]
  - 작사・작곡：OZO, 편곡：tasuku
4. With You/With Me（Instrumental）
5. 포지티부 (ポジティ部)（Instrumental）
6. Party9（Instrumental）

## 초회특전
1. DVD
  - 초회생산한정판A
    1. 「With You/With Me」 Music Video
    2. 「With You/With Me」 Dance Shot ver.

  - 초회생산한정판B
    - 『"Evolution No.9 Summer(에보써머)" at Zepp DiverCity／2013.7.20』Live DVD
      1. OPENING DANCE〜소녀 여행자
      2. 아네모네모네 (アネモネもね)

  - 초회생산한정판C
    - 『"Evolution No.9 Summer(에보써머)" at Zepp DiverCity／2013.7.20』Live DVD
      1. One Kiss
      2. Evolution No.9
2. 16P포토북（초회생산한정판D）

## 타이업
| 곡명             | 타이업                                                    |
| ---------------- | --------------------------------------------------------- |
| With You/With Me | MBS・TBS계 애니메이션 『마기』의 제 2기・후기의 엔딩 테마 |